# حشيشة الكبد اللوحية
الكَبِدِيّة اللَّوْحِيّة (الاسم العلمي: Marchantia berteroana أو Marchantia tabularis) هي نوع من النباتات من جنس الكبدية ومن الفصيلة المرشانتية.